# Дугласвилл (Пенсильвания)
Дугласвилл (англ. Douglassville) — статистически обособленная местность в тауншипе Амети, округ Беркс, штат Пенсильвания, США. Дугласвилл расположен вдоль шоссе США 422 и шоссе Пенсильвании 724. Развитые районы включают жилые районы Эмити-Гарденс, Уэст-Ридж, Брайарвуд и Хай-Мидоу. Дугласвилл также включает районы Сайдер-Милл и Вудс-Эдж вдоль Шоссе Пенсильвании 562. По данным переписи 2020 года, население посёлка составляло 518 человек.

### История
Шведские пионеры стали первыми европейскими поселенцами на территории современного округа Беркс на земле, выделенной Уильямом Пенном. Шведский лютеранский пастор Андреас Рудман получил указ от Пенна 21 октября 1701 года, согласно которому 10 000 акров (40,4685642 км2) земли вдоль реки Скуйлкил, рядом с ручьём Манатони, были выделены для членов его общины. Границы тауншипа Эмити практически идентичны границам первоначальной территории, известной как «Шведский участок».
Деревня Морлаттон, одно из первых поселений, впоследствии ставшая частью современного Дугласвилла, была первым местом заселения в округе Беркс вдоль реки Скуйлкил. Позже здесь была основана Старая епископальная церковь Святого Гавриила (или Старая шведская церковь), основанная в 1720 году и ставшая старейшей церковью в округе Беркс. Также на этом месте находится Дом Моунса Джонса, построенный шведскими поселенцами в 1716 году. Этот дом является старейшим задокументированным жилым строением в округе Беркс.

### География
Дугласвилл расположен на берегу реки Скуйлкил, главным образом на её левом берегу. Климат в населённом пункте — влажный континентальный с жарким летом, а средняя месячная температура варьируется от 30,7 °F (−0,7 °C) в январе до 75,5 °F (24,2 °C) в июле.
Зоны морозостойкости — 7a, с границей у 6b.

### Демография
| Год переписи                                  | Нас. |  | %± |
| --------------------------------------------- | ---- |  | -- |
| 2020                                          | 518  |  | —  |
| 2020–2020 Десятилетняя перепись населения США |      |  |    |

### Парки и зоны отдыха
Парк и зона отдыха Lake Drive находятся в микрорайоне Amity Gardens. В парке имеются баскетбольные и теннисные корты, скейт-парк, павильон и зона для пикников.
Парк Hill Road расположен в микрорайоне West Ridge и включает в себя бейсбольное поле и павильон.
Заповедник Monocacy Hill — это неосвоенный природный парк за пределами Дугласвилля, используемый для пешего туризма и экологического образования. В парке проложены тропы, ведущие вокруг горы.

### Инфраструктура
Компания Кляйн Транспорейшн обеспечивает автобусное сообщение из Дугласвилля в Рединг, Кутстаун, Уэскосвилл, Хеллертаун и район Мидтаун Манхэттен в Нью-Йорке.

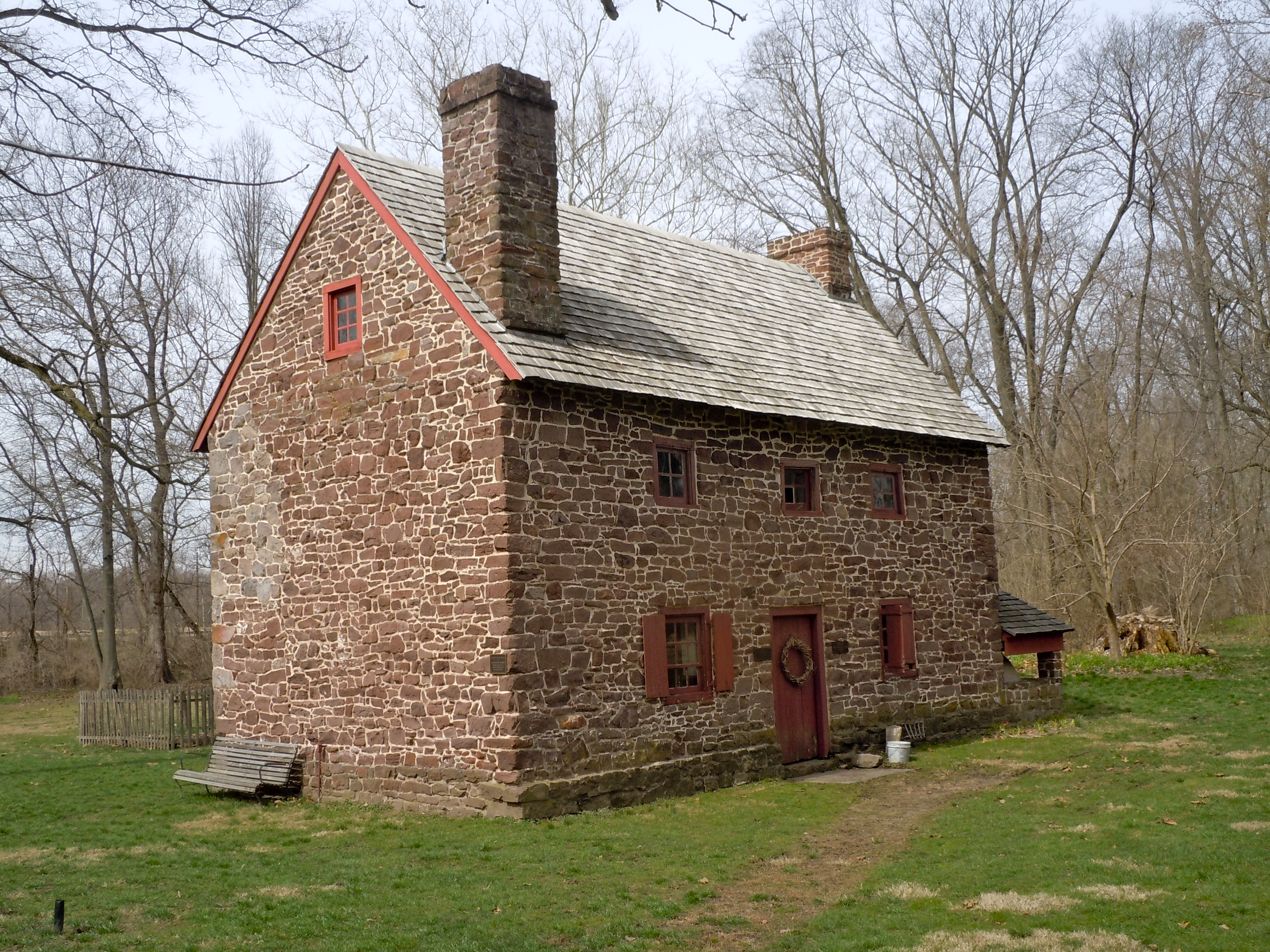
Старый шведский дом, построен в 1716
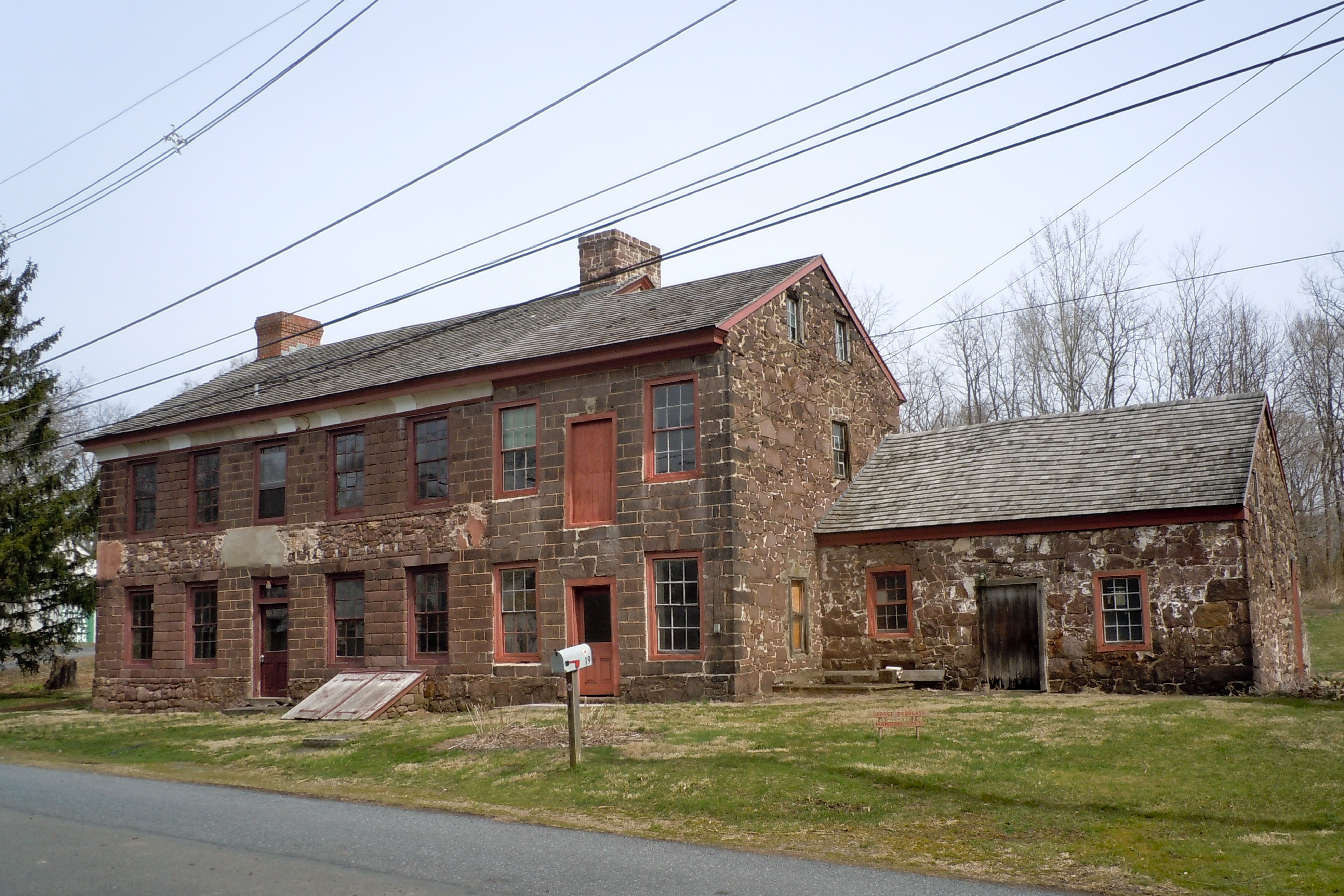
Дом Дугласса

### Известные уроженцы и жители
Люси Ли Флиппин — актриса
Марк Форрест (род. 1996) — профессиональный футболист
Крис Джулиано (род. 2003) — чемпион и рекордсмен мира в плавании
Кармело Марреро (род. 1981) — профессиональный боец смешанных единоборств
Джеймс У. МакКорд (1924—2017) — офицер ЦРУ, участник Уотергейтского скандала
Джейкоб К. МакКенти (1827—1866) — юрист и политик
Натали Войчик (род. 1999) — гимнастка, выступающая в спортивной гимнастике на студенческом уровне